# Thomas Jonathan Jackson
(Generale Lee quando a Stonewall Jackson venne amputato l'arto dopo la ferita a Chancellorsville)
Thomas Jonathan Jackson (Clarksburg, 21 gennaio 1824 – Guinea Station, 10 maggio 1863) è stato un generale statunitense. Ufficiale nell'US Army divenne tenente generale nell'esercito degli Stati Confederati durante la guerra civile americana. Fu soprannominato Stonewall ("Muro di pietra") per aver resistito con grande determinazione il 21 luglio 1861 all'avanzata unionista, in una fase della prima battaglia di Bull Run nel corso della guerra di secessione.
Jackson è spesso considerato uno dei comandanti più abili e capaci dell'intera storia militare statunitense e la sua caduta in combattimento costituì un durissimo colpo per il destino della Confederazione.
Il soprannome gli fu dato da un suo sottoposto, il brigadier generale Barnard Elliott Bee, Jr. che, qualche ora prima di morire sul campo, commentò la copertura impavida assicurata alle sue truppe in ritirata dal suo superiore esclamando che egli stava resistendo «come un bastione di pietra». Che quel materiale non fosse servito solo a un "muro" del tutto simbolico è dimostrato dal fatto che i combattimenti in quella giornata infuriarono intorno a una casa di pietra, sulla Henry House Hill, dalla quale l'artiglieria poté colpire le posizioni unioniste e che pertanto ebbe una notevole rilevanza tattica.

## Infanzia e gioventù
Thomas Jonathan Jackson fu il terzo figlio di Julia Neale Jackson (1789-1831) e dell'avvocato Jonathan Jackson (1790-1826). Entrambi i genitori di Jackson erano originari della Virginia. La famiglia aveva già avuto due bambini e vivevano tutti a Clarksburg, in quella che è ora la Virginia Occidentale, allorché Thomas nacque.
Due anni più tardi la tragedia colpì la sua famiglia poiché il padre e la sorella Elisabeth (di sei anni) morirono di febbre tifoidea. La madre di Jackson dette alla luce la sorella di Thomas, Laura Ann, il giorno seguente. Julia Jackson diventata vedova a 28 anni e piena di debiti dovette vendere ogni proprietà di famiglia per pagarli. Rifiutò la carità dell'ambiente familiare e si trasferì in un piccolo monolocale. Julia si dedicò per quasi quattro anni al cucito e all'insegnamento scolastico per mantenere se stessa e i suoi tre figlioletti. Nel 1830 si risposò ma il suo nuovo marito, anch'egli procuratore legale, non amava i figliastri e vi furono continui problemi finanziari. Morì di complicazioni durante il parto del fratellastro di Thomas, lasciando orfani i suoi tre figli. Julia fu sepolta in un paesetto lungo il fiume James e il Kanawha Turnpike, nella contea di Fayette della Virginia Occidentale, in una tomba anonima e in una cassa da morto improvvisata.

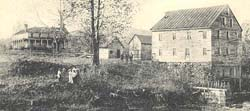
Jackson's Mill, posseduto da Cummins Jackson

Jackson aveva sette anni quando sua madre morì e con la sorella Laura Ann fu mandato a vivere dal loro zio paterno, Cummins Jackson, che possedeva un mulino a Jackson's Mill (vicino all'attuale Weston, nella Virginia Occidentale). Cummins Jackson fu severo con Thomas Jackson, imponendo sovente il suo punto di vista sulle questioni, ciò nonostante Thomas nutrì sempre ammirazione per lo zio Cummins nella sua veste di istitutore. Il fratello maggiore, Warren, andò a vivere con altri parenti materni, ma morì di tubercolosi nel 1841 all'età di 20 anni.
Jackson fornì il suo aiuto nella fattoria dello zio, portando al pascolo le pecore con l'aiuto di un cane da pastore, conducendo mandrie di buoi e lavorando duramente nei campi di grano e granturco. Non gli fu facile conseguire un'educazione formale ma frequentava la scuola, quando e se poteva. Gran parte della sua educazione fu da autodidatta. Spesso sedeva a leggere di notte alla luce tremolante del fuoco di legna di pino. Si racconta che una volta fece un accordo con uno degli schiavi dello zio perché lo rifornisse di legna di pino in cambio di lezioni per imparare a leggere. Ciò violava la legge d'allora della Virginia che proibiva di insegnare a uno schiavo a leggere o scrivere e ciò nonostante Jackson insegnò all'uomo quanto gli aveva promesso. Nei suoi ultimi anni a Jackson's Mill, Thomas fu un insegnante.
Nel 1842 Jackson fu accolto nell'Accademia Militare degli Stati Uniti di West Point, New York. A causa della sua istruzione inadeguata ebbe difficoltà con gli esami di ammissione. Da studente dovette lavorare assai più duramente degli altri cadetti per assimilare le nozioni. Tuttavia, mostrando quella incrollabile determinazione che avrebbe caratterizzato l'intera sua vita, divenne uno dei cadetti più vigorosi dell'Accademia. Il futuro generale Jackson si classificò 17º su 59 studenti della classe del 1846.

## Esercito degli Stati Uniti, la guerra contro il Messico
Il giovane tenente Jackson cominciò la sua carriera nell'Esercito, nel Primo Reggimento Artiglieria. Fu inviato al fronte della guerra contro il Messico dal 1846 al 1848. Ancora una volta il suo inconsueto carattere emerse, quando rifiutò di ubbidire a ciò che pensava fosse un «cattivo ordine» di far ritirare le sue truppe, fu messo a confronto con un altro superiore. Spiegò le sue ragioni e affermò che con soli 50 uomini egli avrebbe potuto resistere e vincere in quella particolare situazione. Il suo punto di vista fu giudicato corretto e si guadagnò sul campo una promozione al grado provvisorio di maggiore.
Servì a Veracruz, Contreras, Chapultepec e Città del Messico, guadagnandosi alla fine due promozioni. Mentre era in servizio in Messico, Jackson incontrò per la prima volta Robert E. Lee.

## Istituto Militare della Virginia
Nella primavera del 1851 a Thomas Jackson fu offerto, ed egli accettò, un posto di recente istituzione per insegnare all'Accademia Militare della Virginia (Virginia Military Institute, VMI), a Lexington, in Virginia. Diventò professore di Filosofia naturale e sperimentale e Istruttore d'artiglieria. Le lezioni di Jackson sono ancor oggi impiegate al VMI perché trattano di elementi militari fondamentali, che sono senza tempo, cioè: disciplina, mobilità, valutazione della forza e delle intenzioni del nemico nel mentre si tenta di mantenere il segreto sulle proprie ed efficacia dell'artiglieria in azione congiunta con la fanteria, in un attacco letteralmente combinato. Malgrado la qualità del suo lavoro, egli non fu però popolare come docente. Gli studenti scherzavano sulla sua apparente rigidità, sulla sua natura religiosa e sui suoi tratti eccentrici. Per quanto fosse poco conosciuto dagli abitanti bianchi di Lexington, egli era rispettato dagli schiavi, ai quali mostrò una gentilezza senza eccezioni e alla cui educazione morale lavorò incessantemente. Durante quei tempi Jackson tenne anche una scuola domenicale per neri, schiavi e di condizione libera.
Mentre era Istruttore al VMI, nel 1853, Thomas Jackson sposò Elinor "Ellie" Junkin, il cui padre era stato presidente del Washington College a Lexington. Ebbero un figlio, ma sfortunatamente Ellie morì durante il parto e il neonato subito dopo la nascita.
Dopo un giro in Europa nel 1857, Jackson si sposò ancora con Mary Anna Morrison del Carolina del Nord, dove suo padre era stato il primo presidente dell'Università Davidson. Ebbero una figlia, chiamata Mary Graham, il 30 aprile 1858, ma la bimba morì meno d'un mese più tardi. Un'altra figlia nacque nel 1862, poco prima della morte del suo famoso padre. I Jackson la chiamarono Julia Laura, come sua madre e sua sorella.
Nel novembre 1859, su richiesta del Governatore della Virginia, il maggiore William Gilham, guidò un contingente del Corpo dei Cadetti del VMI a Charles Town per assicurare una presenza militare supplementare all'esecuzione per impiccagione il 21 dicembre 1859 del militante abolizionista John Brown a seguito della sua incursione nell'arsenale militare federale di Harpers Ferry. Il maggiore Jackson fu posto al comando dell'artiglieria che consisteva di due obici manovrati da 21 cadetti.

## Guerra di secessione americana

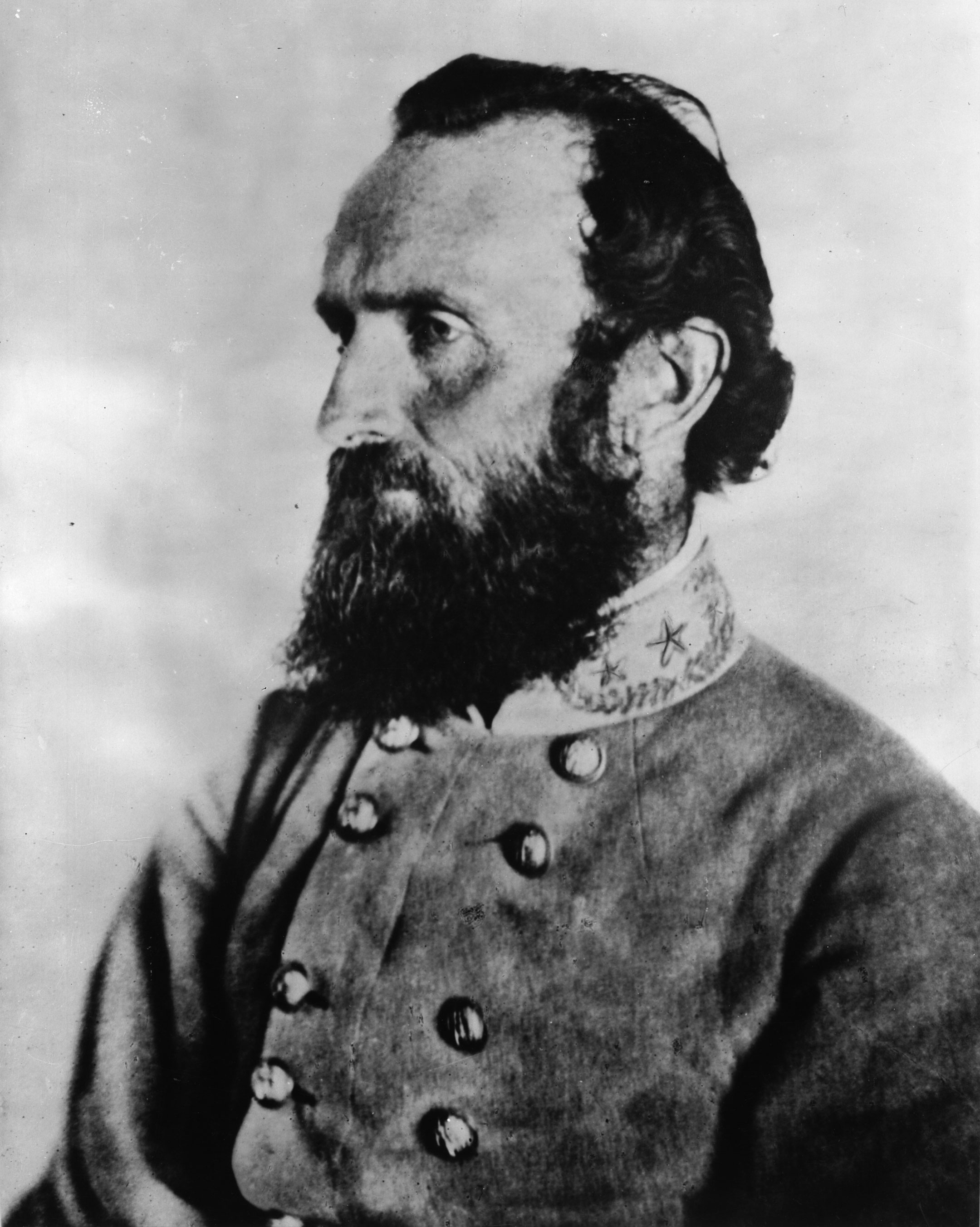
Foto del generale Jackson il 26 aprile 1863, sette giorni prima di essere ferito nella battaglia di Chancellorsville

Nel 1861, allo scoppio della guerra di secessione americana, l'Esercito confederato aveva molte nuove reclute ed egli divenne Istruttore delle reclute del nuovo esercito. Ebbe infine il comando di una brigata. Il 27 aprile 1861, il Governatore della Virginia John Letcher ordinò al colonnello Jackson di assumere il comando a Harpers Ferry, dove egli avrebbe organizzato la famosa Brigata Stonewall (Stonewall Brigade). La leggendaria brigata includeva il 2º, il 4º, il 5º, il 27º e il 33º Reggimento di Fanteria della Virginia. Tutte queste unità provenivano dalla regione della valle dello Shenandoah della Virginia.
Nel corso di questo incarico che svolse a Harpers Ferry, il colonnello Jackson balzò di fronte a un soldato che stava per essere ucciso da un colpo di sciabola e uccise l'uomo che stava attaccando il soldato. Dopo la battaglia di Harpers Ferry, per il suo coraggio, fu promosso brigadier generale.
Jackson salì alla ribalta e si guadagnò il suo soprannome dopo la prima battaglia di Bull Run (conosciuta nel Sud come la prima battaglia di Manassas) nel luglio 1861, quando il brigadier generale Barnard E. Bee esortò le sue truppe a radunarsi gridando, «Lì sta Jackson come un bastione di pietra! Radunatevi dietro i Virginiani!». Jackson fu rapidamente promosso al comando di una divisione.
Nel maggio e nel giugno del 1862 ebbe un comando indipendente nella valle dello Shenandoah dove sconfisse sonoramente le forze dell'Unione con una combinazione di grande audacia, eccellente conoscenza e accorto uso del terreno, cui s'aggiunse l'abilità di galvanizzare le sue truppe esaltandone le capacità nella marcia prolungata e in combattimento. Con meno di 17.000 uomini sconfisse 60.000 soldati unionisti con una serie di fulminee marce e brillanti scontri. La reputazione di "Stonewall" Jackson nel muovere le sue truppe meritò loro la definizione di «cavalleria appiedata».
Nella primavera del 1862, McClellan guidò la Campagna Peninsulare, un'avanzata imponente dell'Unione da Hampton Roads a Fort Monroe attraverso la penisola della Virginia, fra i fiumi York e James. Le forze unioniste raggiunsero le difese di Richmond il 1º giugno. Dopo la fine della campagna della Valle dello Shenandoah a metà giugno, Jackson e le sue truppe furono richiamate a Richmond per fornirvi il loro aiuto. Utilizzando un tunnel ferroviario sotto le Blue Ridge Mountains egli seppe cosa fosse stato predisposto e realizzato dal fondatore del VMI Claudius Crozet. Jackson trasportò poi le truppe nella contea di Hanover sulla Virginia Central Railroad e con le sue truppe comparve improvvisamente di fronte a McClellan a Mechanicsville. I rapporti avevano indicato che le forze di Jackson erano nella Valle e la loro presenza vicino a Richmond fece sovrastimare al comandante unionista la potenza e il numero delle forze che aveva di fronte. Questo fu un fattore determinante per la decisione di McClellan di ritirarsi al di là del fiume James.
Le truppe di Jackson servirono bene sotto Robert E. Lee nella serie di combattimenti noti come battaglie dei Sette Giorni, ma la condotta personale di comando di Jackson in queste battaglie è stata generalmente considerata poco efficace. Le cause di questo parziale fallimento sono tuttora in parte ignote, sebbene una severa insonnia dopo l'estenuante marcia e il viaggio ferroviario dalla valle dello Shenandoah abbiano certamente avuto un forte peso: tanto Jackson quanto le sue truppe erano infatti completamente esausti.
Jackson era ora comandante di corpo sotto Lee. Alla seconda Bull Run (o seconda battaglia di Manassas, secondo l'uso degli storici confederati) contribuì a impartire un'altra disfatta ai Federali nello stesso terreno del 1861. Quando Lee decise di invadere il Nord, Jackson prese Harpers Ferry, quindi si affrettò a congiungersi col resto dell'esercito a Sharpsburg, Maryland dove essi affrontarono McClellan nella battaglia di Antietam. Le forze confederate tennero la loro posizione ma la battaglia fu tremendamente cruenta per entrambi, cosicché Lee dovette riportare alle sue basi virginiane l'Armata della Virginia Settentrionale attraversando il fiume Potomac e mettendo così fine all'invasione.
Le truppe di Jackson bloccarono un assalto in massa dell'Unione a Fredericksburg, Virginia. Nella battaglia di Chancellorsville le forze di Jackson affrontarono l'esercito dell'Unione e, in una violenta e confusa battaglia all'interno di un'intricata foresta, esse lo respinsero sulle proprie linee di partenza. L'oscurità pose fine all'assalto e nella penombra Jackson e il suo stato maggiore furono per errore scambiati per forze di cavalleria dell'Unione e colpiti dal fuoco di truppe confederate. Jackson fu ferito da tre proiettili; il braccio sinistro fu amputato dal dottor Hunter McGuire ed egli morì sette giorni dopo di polmonite. Le ultime parole di Jackson furono: «lasciateci attraversare il fiume e riposare all'ombra degli alberi» (dalle sue ultime parole, Ernest Hemingway trasse il titolo di un suo famoso romanzo: Di là dal fiume e tra gli alberi).
Saputo della morte di Jackson, Robert E. Lee pianse la perdita di un amico e di un affidabile comandante. La notte in cui Lee apprese della morte di Jackson, disse al suo cuoco: «William, ho perso il mio braccio destro» (volutamente riferendosi al braccio sinistro di Jackson) e: «Mi sanguina il cuore».
Jackson è stato sepolto nel Stonewall Jackson Memorial Cemetery di Lexington, Virginia.

## Retaggio
Jackson è considerato uno dei grandi personaggi della guerra di secessione. Fu profondamente religioso, diacono della Chiesa presbiteriana. Non amava combattere di domenica, per quanto ciò all'occorrenza non lo arrestasse. Amava moltissimo sua moglie e le inviava tenere lettere. Generalmente preferiva indossare vecchi abiti logori piuttosto che una lussuosa uniforme, e spesso sembrava più un soldato semplice con una divisa consunta che un comandante di corpo. Era anche noto per il fatto di masticare regolarmente limoni nel corso delle marce, un'abitudine contratta durante il suo servizio in Messico.
Quando era in comando Jackson era estremamente riservato circa i suoi piani e assai puntiglioso circa la disciplina militare.
Il Sud dove era grandemente ammirato, pianse la sua morte. Numerosi teorici hanno ipotizzato nel corso degli anni che, se Jackson fosse vissuto, Lee avrebbe prevalso a Gettysburg. Certamente la disciplina ferrea di Jackson e il suo brillante senso tattico costituirono una dolorosa perdita e avrebbero potuto essere bene impiegati in un combattimento assai serrato come quello di Gettysburg. Fu sepolto a Lexington, Virginia, presso il VMI, nello Stonewall Jackson Memorial Cemetery. È commemorato nella Stone Mountain della Georgia, a Richmond, Virginia, sulla storica Monument Avenue e in molti altri posti.
Dopo la guerra sua moglie e la giovane figlia Julia si spostarono da Lexington nella Carolina del Nord. Mary Anna Jackson scrisse due libri sulla vita di suo marito, incluse alcune delle sue lettere. Non si risposò mai, e divenne nota come la «Vedova della Confederazione», sopravvivendo fino al 1915. Sua figlia Julia si sposò ed ebbe dei figli ma morì di febbre tifoidea all'età di 26 anni.
Un vecchio soldato confederato che ammirava Jackson, il capitano Thomas R. Ranson di Staunton (Virginia), ricordò anche la tragica vita della madre di Jackson. Egli si recò al piccolo villaggio montano di Ansted nella contea di Fayette, in Virginia Occidentale, e pose un cippo marmoreo sulla tomba senza nome di Julia Neale Jackson nel cimitero di Westlake, assicurandosi che il sito non fosse mai più dimenticato.

Il Parco Nazionale Stonewall Jackson, in Virginia Occidentale, è intitolato a lui in suo onore. Vicino si erge la storica casa d'infanzia di Stonewall Jackson, il mulino dello zio.

Il sottomarino della Marina degli Stati Uniti USS Stonewall Jackson, commissionato nel 1964, è battezzato in suo onore; sullo stemma dell'imbarcazione figurano le parole Strength — Mobility ("Forza — Mobilità"), desunte dalle lettere scritte dal generale Jackson; esse si applicarono al sottomarino così come alla tattica che egli impiegò con successo. Il sottomarino è stato radiato nel 1995.

### Al cinema
- Nel 1911, la Champion Film Company produsse With Stonewall Jackson, un cortometraggio di fiction dedicato alla figura di Jackson.
- In Gods and Generals diretto da Ronald F. Maxwell nel 2003, Jackson è interpretato da Stephen Lang.